# Milo Milo
Milo Milo ist eine deutsch-griechische Filmkomödie von Nikos Perakis aus dem Jahr 1979 mit Mario Adorf und Andréa Ferréol in den Hauptrollen.

## Handlung
Die Pariser Kunstwelt ist in heller Aufregung. Kunstprofessor Schliefeld behauptet doch glatt, dass die berühmte Venus von Milo im Louvre eine Fälschung sei! Womöglich befindet sich das Original längst wieder in Griechenland, und so begeben sich allerlei Herrschaften auf den Weg in die Wiege der Demokratie. Auch Schliefelds Tochter, die Archäologin Barbara, begibt sich auf die Insel Milos, um vor Ort dem Verbleib des meisterlichen Kunstwerks nachzuspüren. Allgemeiner Treffpunkt ist das dortige Hotel-Café „Aphrodite“, das der Vollblut-Grieche Thanasis führt. Der zeichnet sich vor allem durch eine überbordende Neugier seinen Gästen gegenüber und eine nicht minder ausgeprägte Eifersucht aus. Denn seine Frau ist die dralle Aphrodite, die Namensgeberin des Hotel-Cafés, und jene Caféwirtin mit zweifelhafter Vergangenheit – Aphrodite stammt aus dem Prostituierten-Milieu von Neapel – verdreht den Männern gleich reihenweise den Kopf.
Neben Barbara, die sich bald nackt den Sinnesfreuden der sonnendurchfluteten Urlauberinsel hingibt, haben sich auch andere skurrile Gäste im Hotel eingefunden. Da ist zum Beispiel Nicolos, der von sich behauptet, er trage Piratenblut in sich und der von einem geheimnisvollen Schatz schwadroniert. Bald scharwenzelt er liebestoll um Barbara herum, die sich für seinen „Schatz“, ein großes Kunstwerk, zu interessieren beginnt. Handelt es sich dabei tatsächlich um die Original-„Venus“. Das Panoptikum der „Aphrodite“-Gäste wird komplettiert von Louis, einem waschechten Vertreter der französischen Unterwelt, und einigen Amerikanern, die auf der Insel Bohrungen vornehmen wollen, da sie dort Uran-Vorkommen vermuten. Der Trubel nimmt schließlich derart überhand, dass bald die weltabgewandte, landschaftliche Unberührtheit und Unschuld in große Gefahr gerät.

## Produktionsnotiz
Milo Milo entstand in Zusammenarbeit mit dem ZDF Mitte 1979 in Griechenland und wurde am 23. November 1979 in Hannover uraufgeführt.

## Kritiken
„Eine junge Frau, die in einer Pariser Ausstellung durch ihre Behauptung, die Venus von Milo sei eine Fälschung, aufgefallen ist, kommt auf die griechische Insel und in ein Hotel, dessen seltsame Bewohner alle als Agenten für irgendwen arbeiten. Im Stil einer Slapstickkomödie mit gesellschaftskritischen Ambitionen inszeniert.“

„Perakis verwies mit seinem zweiten Film augenzwinkernd auf Missstände in seiner griechischen Heimat.“